# Suzuki DL 650 V-Strom
La 650 V-Strom est un modèle de motocyclette produit par le constructeur japonais Suzuki.

## Historique
La V-Strom apparaît en 2003, après le succès de sa grande sœur, la Suzuki DL 1000 V-Strom.

Elle hérite du moteur de la 650 SV.
Le modèle est restylé en 2011 et est profondément modifié esthétiquement. Le design, jugé précédemment pataud, est retravaillé pour donner un côté plus dynamique à la moto. Une version XT, plus baroudeuse, est également proposée au catalogue.
L'année 2017 voit apparaître un nouveau modèle qui reprend les codes esthétiques de sa grande sœur, la V-Strom 1 000. Suzuki reprend des codes de la marque en termes de design (le bec de canard notamment, vu pour la première fois sur la lignée des DR) et également un coloris jaune champion, cher à Suzuki dans les années 80/90 pour les courses de Rally-Raid. Concernant le moteur, il s'agit toujours de celui de la SV650, retravaillé, moins puissant (71 chevaux), mais tout aussi coupleux, et plus bas dans les tours.
La version XT est conservée : elle comprend, en plus de la version de base, les pare-mains, le sabot moteur et les jantes à rayon.

## Ergonomie
C'est une moto massive, aux lignes anguleuses, avec un avant proéminent.
L'instrumentation est complète (deux trips, totalisateur, heure qui reste affichée tout le temps, jauge, feux de détresse). Les commandes sont bien placées, la selle est confortable, les rétros sont efficaces. Le coffre sous la selle est grand même s'il pourrait être mieux conçu et donc gagner en place.[non neutre] On peut y caser l'antivol en U, la trousse à outils, le manuel, un filet, une bombe anti-crevaison ou une petite bombe de graisse à chaîne.
La selle est confortable et accueillante, l'amortisseur arrière est réglable à l'aide d'une molette accessible sans avoir besoin de démonter quoi que cela soit (ni même la selle).[non neutre]
La place passager est bien conçue[réf. nécessaire][non neutre], avec un bosselage pour éviter de glisser, des reposes-pieds très bas et des poignées de maintien efficaces, larges et positionnées de chaque côté de l'assise passager, permettant une bonne préhension même avec des gants d'hiver.

## Technique
La différence notable avec le moteur de la SV 650 réside au niveau du nombre de chevaux mais aussi du couple disponible moins haut dans les tours. La SV 650 annonce 74 chevaux à 9 000 tr/min pour un couple 6,4 mkg à 7 200 tr/min tandis que la V-Strom annonce  67 chevaux à 8 800 tr/min, pour un couple d 6,5 mkg à 6 400 tr/min.
La boite est précise et douce. Les rapports sont assez bien étagés, la 6e est longue.[réf. nécessaire]
Le niveau d'huile se fait grâce à un hublot.
La consommation moyenne en carburant se situe vers 4,5 litres offrant une autonomie d'environ 340 kilomètres avant réserve.
Elle est disponible avec ou sans l'ABS, pour un surcoût de prix d'environ 500 euros.[réf. nécessaire]
La hauteur de selle qui pourrait être prohibitive pour les petits gabarits, la selle culminant à 820 mm. Mais il existe un kit de rabaissement par l'office de biellettes[Quoi ?], pour gagner deux centimètres.[réf. nécessaire]
Question pneumatiques, elle est d'origine montée en Bridgestone Trailwing.
Le garde boue avant affleurant la roue et une certaine fermeté des suspensions sont là pour vous rappeler l'adjectif « routier » apposé derrière trail pour la définir.
De nombreux accessoires d'origines sont disponibles (protèges mains, crash-bars, sabot, valises et top case, etc.) ainsi que plusieurs gammes de pièces adaptables ou spécifiques d'autres constructeurs (Touratech, SW-Motech, Bags Connection, etc.).

## Différents modèles

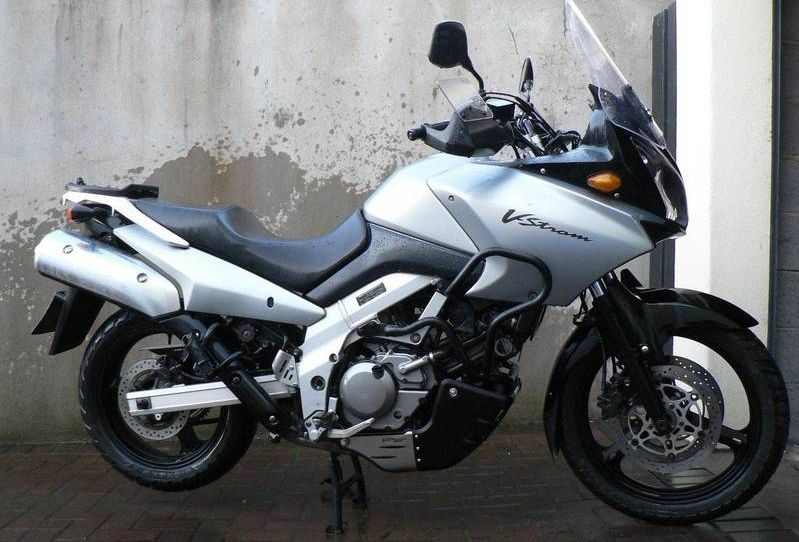
Modèle 2003 - 2011

La 650 V-Strom apparue en 2003 a subi deux évolutions majeures jusqu'à présent.

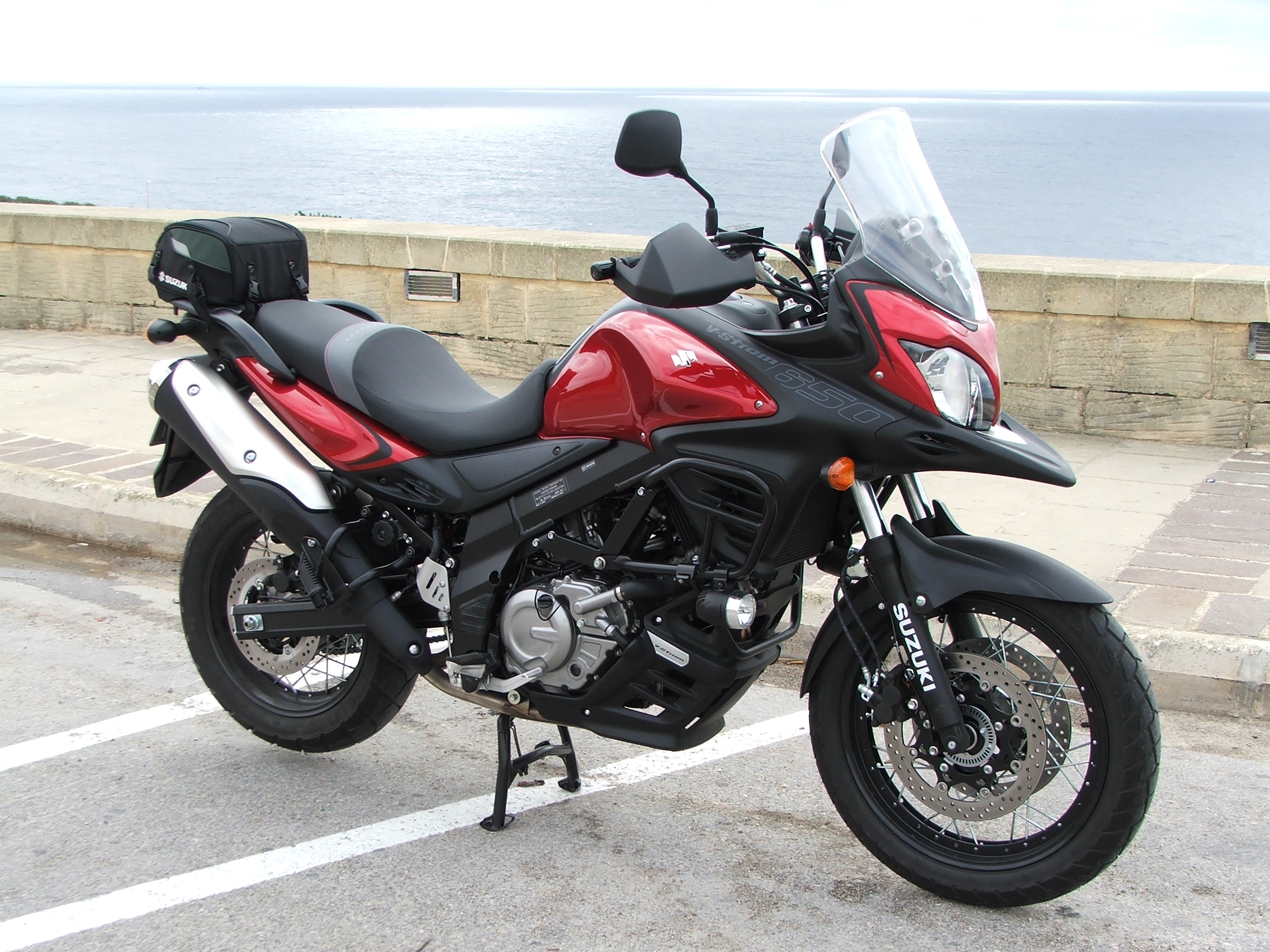
Modèle.2012 - 2016

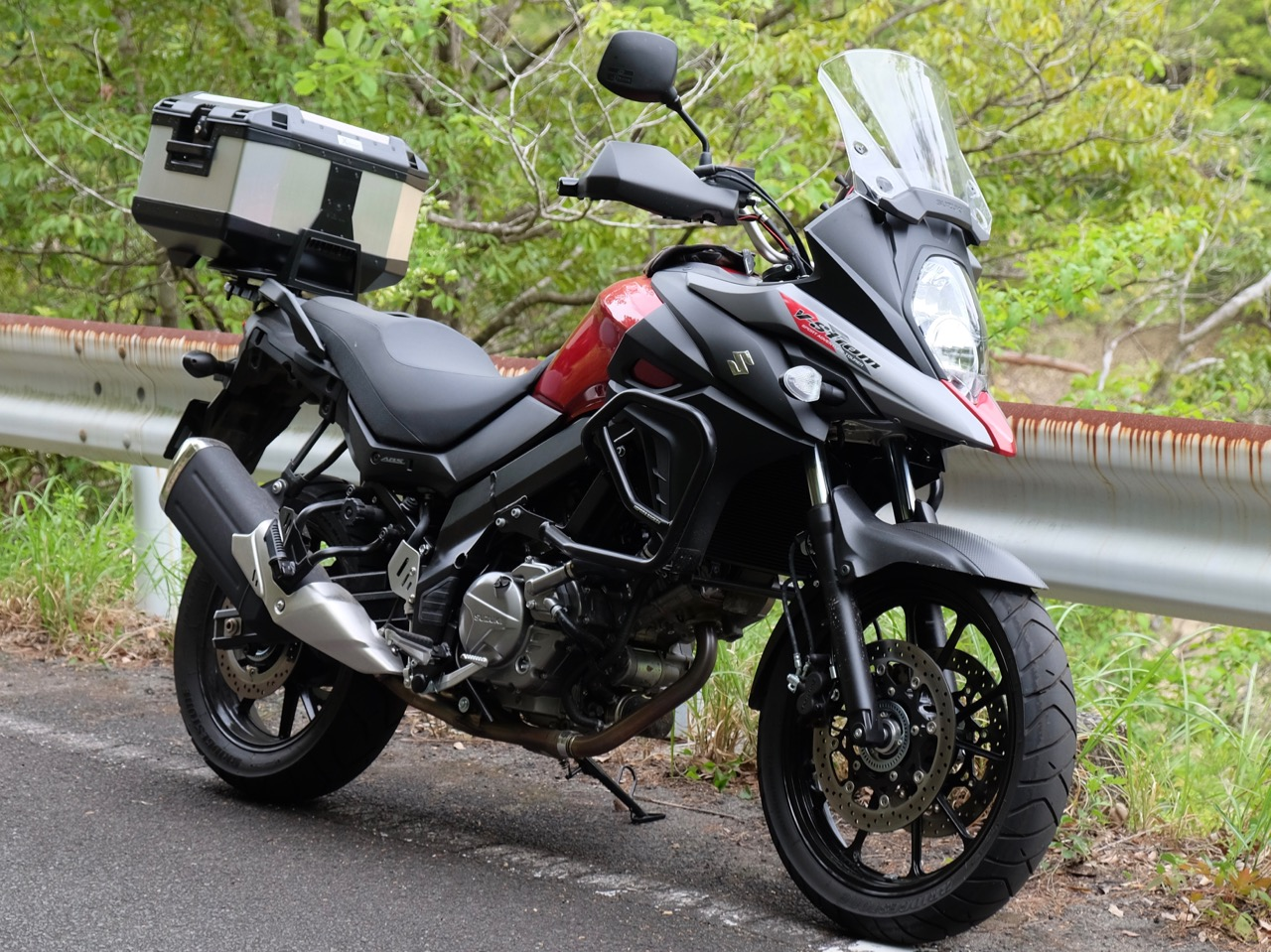

Outre les adaptations nécessaires au normes euro pour le moteur, ce cheval d'acier se décline en trois modèles. Le principe cyclique reste identique pour chacune de ces machines mises au point dans les ateliers de campagne de la marque Japonaise à l'ouest de Tōhoku où Shinichi Sahara se coupe en quatre pour offrir une moto polyvalente.
C'est principalement de la Plasturgie esthétique qui rend compte de la modification physique entre ces trois modèles. Le carénage étant changé, la moto semble différente. Cette métamorphose met en valeur la fulgurence pittoresque et léger du bestiau.
|                  | 2003 - 2011            | 2012 - 2016            | 2017 - 2022            |
| ---------------- | ---------------------- | ---------------------- | ---------------------- |
| Puissance        | 67 ch à 8 800 tr/min   | 69 ch à 8 800 tr/min   | 71 ch à 8 800 tr/min   |
| Couple           | 6,7 mkg à 6 400 tr/min | 6,0 mkg à 6 400 tr/min | 6,4 mkg à 6 500 tr/min |
| Poids à sec      | 189 Kg                 | 189 Kg                 | 191 Kg                 |
| Hauteur de selle | 820 mm                 | 835 mm                 | 830 mm                 |
| Réservoir        | 22 Litres              | 20 Litres              | 20 Litres              |
| Empattement      | 1540 mm                | 1560 mm                | 1560 mm                |